# Kultura bukowogórska
Kultura bukowogórska – neolityczna kultura archeologiczna rozwijająca się we wschodniej części kotliny karpackiej (wschodnia Słowacja, północno-wschodnie Węgry). Jest uważana za ostatnią fazę wschodniej kultury linearnej. Jej rozwój przypadał na przełom V i IV tysiąclecia p.n.e. Była współczesna kulturze Vinča i starszej fazie kultury ceramiki wstęgowej rytej, z którą ma liczne powiązania. Swoją nazwę wzięła od górskiego masywu Bükk na północy Węgier, gdzie zlokalizowane są stanowiska eponimiczne tej kultury.
Charakteryzowała się bardzo wysoko rozwiniętą technologią produkcji ceramiki, wśród której dominowały duże naczynia gliniane o kształtach kulistych i gruszkowatych, cienkościenne, zdobione ornamentyką cienko rytych linii, tworzących motywy geometryczne. Szczególnie często wykonywane były linie spiralne. Znana też była ceramika malowana (białą, żółtą i czerwoną farbą).
Obok łowiectwa i rybołówstwa w gospodarce dużą rolę odgrywało już rolnictwo, z czym wiązał się charakter osadnictwa: budowano półziemianki lub prostokątne domy naziemne o ścianach z plecionki pozlepianej gliną. Istotne znaczenie miało też pasterstwo, głównie wypas kóz i owiec w Karpatach i na krasowych wyżynach, z czym wiązały się liczne ślady osadnictwa w jaskiniach (m.in. Jaskinia Domica, Jaskinia Jasowska i in.). Ludność kultury bukowogórskiej zajmowała się też uzyskiwaniem i obróbką obsydianu pochodzącego ze złóż w rejonie węgierskiego Tokaju oraz w południowo-wschodniej Słowacji (m.in. góry Wyhorlat). Importy wyrobów obsydianowych docierały z tych terytoriów do wielu rejonów ościennych, także do Małopolski, gdzie spotykane są wraz z pojedynczymi naczyniami bukowogórskimi w stanowiskach kultury ceramiki wstęgowej rytej. 
Rozwój kultury bukowogórskiej oparto w znacznej części na stratygrafii jaskiń Krasu Słowacko-Węgierskiego.